# Red Blooded Woman
„Red Blooded Woman“ je píseň australské zpěvačky Kylie Minogue z jejího devátého studiového alba Body Language (2003). Autorsky se na ni společně podíleli Johnny Douglas a Karen Poole. Producenty se stali Douglas. Představuje druhý albový singl vydaný v březnu 2004.

## Formáty a seznam skladeb
Britské CD 1 / Evropské CD 1
1. "Red Blooded Woman" – 4:21
2. "Almost a Lover" – 3:40

Britské CD 2
1. "Red Blooded Woman" – 4:21
2. "Cruise Control" – 4:55
3. "Slow" (The Chemical Brothers Remix) – 7:03
4. "Red Blooded Woman" (Video)

Britské 12" singl
1. "Red Blooded Woman" (Whitey Mix) – 5:20
2. "Slow" (Chemical Brothers Remix) – 7:03
3. "Red Blooded Woman" (Narcotic Thrust Mix) – 7:10

Australské CD
1. "Red Blooded Woman" – 4:21
2. "Cruise Control" – 4:55
3. "Almost a Lover" – 3:40
4. "Slow" (Chemical Brothers Mix) – 7:13
5. "Red Blooded Woman" (Whitey Mix) – 5:20
6. "Red Blooded Woman" (Video)

## Hitparáda
| Země                            | Umístění |
| ------------------------------- | -------- |
| Austrálie                       | 4.       |
| Belgie (Flandry)                | 29.      |
| Belgie (Valonsko)               | 20.      |
| Dánsko                          | 10.      |
| Nizozemí                        | 21.      |
| Finsko                          | 12.      |
| Francie                         | 33.      |
| Německo                         | 16.      |
| Irsko                           | 9.       |
| Itálie                          | 10.      |
| Maďarsko                        | 3.       |
| Nový Zéland                     | 19.      |
| Rakousko                        | 23.      |
| Španělsko                       | 8.       |
| Švédsko                         | 28.      |
| Švýcarsko                       | 15.      |
| Velká Británie                  | 5.       |
| Hot Dance Club Play (Billboard) | 24.      |